# Царичанка (Одесская область)
Царичанка (укр. Царичанка) — село, относится к Татарбунарскому району Одесской области Украины.
Население по переписи 2001 года составляло 60 человек. Почтовый индекс — 68152. Телефонный код — 4844. Занимает площадь 0,28 км². Код КОАТУУ — 5125082409.

## Местный совет
68152, Одесская обл., Татарбунарский р-н, с. Жёлтый Яр